# Cựu Ngũ Đại sử
| Nhị thập tứ sử | Nhị thập tứ sử | Nhị thập tứ sử              | Nhị thập tứ sử |
| -------------- | -------------- | --------------------------- | -------------- |
| STT            | Tên sách       | Tác giả                     | Số quyển       |
| 1              | Sử ký          | Tư Mã Thiên                 | 130            |
| 2              | Hán thư        | Ban Cố                      | 100            |
| 3              | Hậu Hán thư    | Phạm Diệp                   | 120            |
| 4              | Tam quốc chí   | Trần Thọ                    | 65             |
| 5              | Tấn thư        | Phòng Huyền Linh (chủ biên) | 130            |
| 6              | Tống thư       | Thẩm Ước                    | 100            |
| 7              | Nam Tề thư     | Tiêu Tử Hiển                | 59             |
| 8              | Lương thư      | Diêu Tư Liêm                | 56             |
| 9              | Trần thư       | Diêu Tư Liêm                | 36             |
| 10             | Ngụy thư       | Ngụy Thâu                   | 114            |
| 11             | Bắc Tề thư     | Lý Bách Dược                | 50             |
| 12             | Chu thư        | Lệnh Hồ Đức Phân (chủ biên) | 50             |
| 13             | Tùy thư        | Ngụy Trưng (chủ biên)       | 85             |
| 14             | Nam sử         | Lý Diên Thọ                 | 80             |
| 15             | Bắc sử         | Lý Diên Thọ                 | 100            |
| 16             | Cựu Đường thư  | Lưu Hú (chủ biên)           | 200            |
| 17             | Tân Đường thư  | Âu Dương Tu, Tống Kỳ        | 225            |
| 18             | Cựu Ngũ Đại sử | Tiết Cư Chính (chủ biên)    | 150            |
| 19             | Tân Ngũ Đại sử | Âu Dương Tu (chủ biên)      | 74             |
| 20             | Tống sử        | Thoát Thoát (chủ biên)      | 496            |
| 21             | Liêu sử        | Thoát Thoát (chủ biên)      | 116            |
| 22             | Kim sử         | Thoát Thoát (chủ biên)      | 135            |
| 23             | Nguyên sử      | Tống Liêm (chủ biên)        | 210            |
| 24             | Minh sử        | Trương Đình Ngọc (chủ biên) | 332            |
| -              | Tân Nguyên sử  | Kha Thiệu Mân (chủ biên)    | 257            |
| -              | Thanh sử cảo   | Triệu Nhĩ Tốn (chủ biên)    | 529            |

Cựu Ngũ Đại sử (chữ Hán: 旧五代史) là một sách lịch sử theo thể kỷ truyện trong 24 sách lịch sử Trung Quốc (Nhị thập tứ sử) do Tiết Cư Chính thời Bắc Tống viết và biên soạn, tên gốc ban đầu là "Lương Đường Tấn Hán Chu thư", tên thường gọi là "Ngũ Đại sử", Âu Dương Tu sau khi biên soạn bộ Tân Ngũ Đại sử đã lấy chữ "Cựu" (Cũ) đặt cho bộ sách này thành Cựu Ngũ Đại sử nhằm phân biệt với sách của ông.
Tổng cộng có 150 quyển, bao gồm Bản kỷ 61 quyển, Chí 12 quyển, Liệt truyện 77 quyển, không có Biểu, cả bộ sử được chia làm năm triều đại riêng biệt, bao gồm Hậu Lương 24 quyển, Hậu Đường 50 quyển, Hậu Tấn 24 quyển, Hậu Hán 11 quyển, Hậu Chu 22 quyển cộng thêm Chí 12 quyển, sách ghi chép lịch sử hưng thịnh và suy vong của 5 triều đại Hậu Lương,Hậu Đường, Hậu Tấn, Hậu Hán, Hậu Chu thời kỳ Ngũ Đại Thập Quốc, bắt đầu từ khi Chu Ôn kiến lập nhà Hậu Lương năm 907 đến khi Triệu Khuông Dận lên ngôi kiến lập nhà Tống năm 960.

## Nội dung

### Lương thư
1. Lương thư nhất: Thái Tổ bản kỉ nhất - Chu Ôn
2. Lương thư nhị: Thái Tổ bản kỉ nhị - Chu Ôn
3. Lương thư tam: Thái Tổ bản kỉ tam - Chu Ôn
4. Lương thư tứ: Thái Tổ bản kỉ tứ - Chu Ôn
5. Lương thư ngũ: Thái Tổ bản kỉ ngũ - Chu Ôn
6. Lương thư lục: Thái Tổ bản kỉ lục - Chu Ôn
7. Lương thư thất: Thái Tổ bản kỉ thất - Chu Ôn
8. Lương thư bát: Mạt Đế bản kỉ thượng - Chu Hữu Trinh
9. Lương thư cửu: Mạt Đế bản kỉ trung - Chu Hữu Trinh
10. Lương thư thập: Mạt Đế bản kỉ hạ - Chu Hữu Trinh
11. Lương thư thập nhất: Hậu phi liệt truyện nhất - Văn Huệ Hoàng thái hậu, Nguyên Trinh Trương hoàng hậu, Trương Đức phi
12. Lương thư thập nhị: Tông thất liệt truyện nhị - Quảng vương Toàn Dục, Hữu Lượng, Huệ vương Hữu Năng, Thiệu vương Hữu Hối, An vương Hữu Ninh, Mật vương Hữu Luân, Sâm vương Hữu Dụ, Bác vương Hữu Văn, thứ nhân Hữu Khuê, Phúc vương Hữu Chương, Hạ vương Hữu Ung, Kiến vương Hữu Huy, Khang vương Hữu Tư
13. Lương thư thập tam Liệt truyện tam - Chu Tuyên, Chu Cẩn, Thì Phổ, Vương Sư Phạm, Lưu Tri Tuấn, Dương Sùng Bổn, Tưởng Ân, Trương Vạn Tiến
14. Lương thư thập tứ: Liệt truyện tứ - La Thiệu Uy, Triệu Sưu, Vương Kha
15. Lương thư thập ngũ: Liệt truyện ngũ - Hàn Kiến, Lý Hãn Chi, Phùng Hành Tập, Tôn Đức Chiêu, Triệu Khắc Dụ, Trương Thận Tư
16. Lương thư thập lục: Liệt truyện lục - Cát Tùng Chu, Tạ Ngạn Chương, Hồ Chân, Trương Quy Phách, Trương Quy Hậu, Trương Quy Biện
17. Lương thư thập thất: Liệt truyện thất - Thành Nhuế, Đỗ Hồng, Chung Truyền, Điền Quần, Chu Diên Thọ, Triệu Khuông Ngưng, Trương Cát, Lôi Mãn
18. Lương thư thập bát: Liệt truyện bát - Trương Văn Úy, Tiết Di Củ, Trương Sách, Đỗ Hiểu, Kính Tường, Lý Chấn
19. Lương thư thập cửu: Liệt truyện cửu - Thị Thúc Tông, Chu Hữu Cung, Vương Trọng Sư, Chu Trân, Lý Tư An, Đặng Quý Quân, Hoàng Văn Tĩnh, Hồ Quy, Lý Đảng, Lý Trọng Dận, Phạm Cư Thực
20. Lương thư nhị thập: Liệt truyện thập - Tạ Đồng, Tư Mã Nghiệp, Lưu Hãn, Vương Kính Nhiêu, Cao Thiệu, Mã Tự Huân, Trương Tồn Kính, Khấu Ngạn Khanh
21. Lương thư nhị thập nhất: Liệt truyện thập nhất - Bàng Sư Cổ, Hoắc Tồn, Phù Đạo Chiếu, Từ Hoài Ngọc, Quách Ngôn, Lý Đường Tân, Vương Kiền Dụ, Lưu Khang Nghệ, Vương Ngạn Chương, Hạ Đức Luân
22. Lương thư nhị thập nhị: Liệt truyện thập nhị - Dương Sư Hậu, Ngưu Tồn Tiết, Vương Đàn
23. Lương thự nhị thập tam: Liệt truyện thập tam - Lưu Tầm, Hạ Côi, Khai Hoài Anh, Vương Cảnh Nhân
24. Lương thư nhị thập tứ: Liệt truyện thập tứ - Lý Thỉnh, Lô Tằng, Tôn Chất, Trương Tuấn, Trương Diễn, Đỗ Tuân Hạc, La Ẩn, Cừu Ân, Đoàn Thâm

### Đường thư
1. Đường thư nhất: Vũ Đế bản kỉ thượng - Lý Khắc Dụng
2. Đường thư nhị: Vũ Đế bản kỉ hạ - Lý Khắc Dụng
3. Đường thư tam: Trang Tông bản kỉ nhất - Lý Tồn Úc
4. Đường thư tứ: Trang Tông bản kỉ nhị - Lý Tồn Úc
5. Đường thư ngũ: Trang Tông bản kỉ tam - Lý Tồn Úc
6. Đường thư lục: Trang Tông bản kỉ tứ - Lý Tồn Úc
7. Đường thư thất: Trang Tông bản kỉ ngũ - Lý Tồn Úc
8. Đường thư bát: Trang Tông bản kỉ lục - Lý Tồn Úc
9. Đường thư cửu: Trang Tông bản kỉ thất - Lý Tồn Úc
10. Đường thư thập: Trang Tông bản kỉ bát - Lý Tồn Úc
11. Đường thư thập nhất: Minh Tông bản kỉ nhất - Lý Tự Nguyên
12. Đường thư thập nhị: Minh Tông bản kỉ nhị - Lý Tự Nguyên
13. Đường thư thập tam: Minh Tông bản kỉ tam - Lý Tự Nguyên
14. Đường thư thập tứ: Minh Tông bản kỉ tứ - Lý Tự Nguyên
15. Đường thư thập ngũ: Minh Tông bản kỉ ngũ - Lý Tự Nguyên
16. Đường thư thập lục: Minh Tông bản kỉ lục - Lý Tự Nguyên
17. Đường thư thập thất: Minh Tông bản kỉ thất - Lý Tự Nguyên
18. Đường thư thập bát: Minh Tông bản kỉ bát - Lý Tự Nguyên
19. Đường thư thập cửu: Minh Tông bản kỉ cửu - Lý Tự Nguyên
20. Đường thư nhị thập: Minh Tông bản kỉ thập - Lý Tự Nguyên
21. Đường thư nhị thập nhất: Mẫn Đế bản kỉ - Lý Tùng Hậu
22. Đường thư nhị thập nhị: Mạt Đế bản kỉ thượng - Lý Tùng Kha
23. Đường thư nhị thập tam: Mạt Đế bản kỉ trung - Lý Tùng Kha
24. Đường thư nhị thập tứ: Mạt Đế bản kỉ hạ - Lý Tùng Kha
25. Đường thư nhị thập ngũ: Hậu phi liệt truyện nhất - Trinh Giản Tào Thái hậu, Lưu Thái phi, Ngụy quốc phu nhân Trần thị, Thần Mẫn Lưu hoàng hậu, Hàn thục phi, Y Đức phi, Chiêu Ý Hạ hoàng hậu, Hòa Vũ Tào hoàng hậu, Tuyên Hiến Ngụy hoàng hậu, Khổng hoàng hậu, Lưu hoàng hậu
26. Đường thư nhị thập lục: Tông thất liệt truyện nhị - Lý Khắc Nhượng, Lý Khắc Tu, Lý Khắc Cung, Lý Khắc Ninh
27. Đường thư nhị thập thất: Tông thất liệt truyện tam - Vĩnh vương Tồn Bá, Ung vương Tồn Mĩ, Tiết vương Tồn Lễ, Tiết vương Tồn Ác, Mục vương Tồn Nghệ, Thông vương Tồn Xác, Nhã vương Tồn Kỉ, Ngụy vương Kế Ngập, Tùng Cảnh, Tần vương Tùng Vinh, Tùng Xán, Hứa vương Tùng Ích, Trọng Cát, Ung vương Trọng Mĩ
28. Đường thư nhị thập bát: Liệt truyện tứ - Lý Tự Chiêu, Bùi Ước, Lý Tự Bổn, Lý Tự Ẩn
29. Đường thư nhị thập cửu: Liệt truyện ngũ - Lý Tồn Tín, Lý Tồn Hiếu, Lý Tồn Tiến, Lý Tồn Chương, Lý Tồn Hiền
30. Đường thư tam thập: Liệt truyện lục - Vương Dung, Vương Chiêu Hối, Vương Xứ Trực
31. Đường thư tam thập nhất: Liệt truyện thất - Khang Quân Lập, Tiết Chí Cần, Sử Kiến Đường, Lý Thừa Tự, Sử Nghiễm, Cái Ngụ, Y Quảng, Lý Thừa Huân, Sử Kính Dung
32. Đường thư tam thập nhị: Liệt truyện bát - Chu Đức Uy, Phù Tổn Thẩm
33. Đường thư tam thập tam: Liệt truyện cửu - Quách Sùng Thao
34. Đường thư tam thập tứ: Liệt truyện thập - Triệu Quang Phùng, Trịnh Giác, Thôi Hiệp, Lý Kì, Túc Khoảnh
35. Đường thư tam thập ngũ: Liệt truyện thập nhất - Đinh Hội, Diêm Bảo, Phù Tập, Ô Chấn, Vương Toản, Viên Tượng Tiên, Trương Ôn, Lý Thiệu Văn
36. Đường thư tam thập lục: Liệt truyện thập nhị - Lý Tập Cát, Vương Giam, Lý Kính Nghĩa, Lô Nhữ Bật, Lý Đức Hưu, Tô Tuần
37. Đường thư tam thập thất: Liệt truyện thập tam - An Kim Toàn, An Nguyên Tín, An Trọng Bá, Lưu Huấn, Trương Kính Tuân, Trương Ngạn Tông, Viên Kiến Phong, Tây Phương Nghiệp, Trương Tuân Hối, Tôn Chương
38. Đường thư tam thập bát: Liệt truyện thập tứ - Mạnh Phương Lập, Trương Văn Lễ, Đổng Chương
39. Đường thư tam thập cửu: Liệt truyện thập ngũ - Trương Toàn Nghĩa, Chu Hữu Khiêm
40. Đường thư tứ thập: Liệt truyện thập lục - Hoắc Ngạn Uy, Vương Yến Cầu, Đới Tư Viễn, Chu Hán Tân, Khổng Kình, Lưu ?, Chu Tri Dụ
41. Đường thư tứ thập nhất: Liệt truyện thập thất - Lý Kiến Cập, Thạch Quân Lập, Cao Hành Khuê, Trương Đình Dụ, Vương Tư Đồng, Tác Tự Thông
42. Đường thư tứ thập nhị: Liệt truyện thập bát - An Trọng Hối, Chu Hoằng Chiêu, Chu Hồng Thực, Khang Nghĩa Thành, Dược Ngạn Trù, Tống Lệnh Tuân
43. Đường thư tứ thập tam: Liệt truyện thập - Đậu Lô Cách, Vi Thuyết, Lô Trình, Triệu Phượng, Lý Ngu, Nhâm Viên
44. Đường thư tứ thập tứ: Liệt truyện nhị thập - Tiết Đình Khuê, Thôi Nghi, Lưu Nhạc, Phong Thuấn Khanh, Đậu Mộng Trưng, Lý Bảo Ân, Quy Ái, Khổng Mạc, Trương Văn Bảo, Trần Nghệ, Lưu Tán
45. Đường thư tứ thập ngũ: Liệt truyện nhị thập nhất - Trương Hiến, Vương Chính Ngôn, Hồ Trang, Thôi Di Tôn, Mạnh Hộc, Tôn Nhạc, Trương Diên Lãng, Lưu Diên Hạo, Lưu Diên Lãng
46. Đường thư tứ thập lục: Liệt truyện nhị thập nhị - Nguyên Hành Khâm, Hạ Lỗ Kì, Diêu Hồng, Lý Nghiêm, Lý Nhân Củ, Khang Tư Lập, Trương Kính Đạt
47. Đường thư tứ thập thất: Liệt truyện nhị thập tam - Mã Úc, Tư Không Đĩnh, Tào Đình Ẩn, Tiêu Hi Phủ, Dược Túng Chi, Giả Phức, Mã Cảo, La Quán, Thuần Vu Yến, Trương Cách, Hứa Tịch, Chu Huyền Báo
48. Đường thư tứ thập bát: Liệt truyện nhị thập tứ - Trương Thừa Nghiệp, Trương Cư Hàn, Mã Thiệu Hoành, Mạnh Hán Quỳnh
49. Đường thư tứ thập cửu: Liệt truyện nhị thập ngũ - Mao Chương, Niếp Tự, Ôn Thao, Đoàn Ngưng, Khổng Khiêm, Lý Nghiệp
50. Đường thư tứ ngũ thập: Liệt truyện nhị thập lục - Khang Diên Hiếu, Chu Thủ Ân, Dương Lập, Đậu Đình Uyển, Trương Kiền Chiêu, Dương Ngạn Ôn

### Tấn thư
1. Tấn thư nhất: Cao Tổ bản kỉ nhất - Thạch Kính Đường
2. Tấn thư nhị: Cao Tổ bản kỉ nhị - Thạch Kính Đường
3. Tấn thư tam: Cao Tổ bản kỉ tam - Thạch Kính Đường
4. Tấn thư tứ: Cao Tổ bản kỉ tứ - Thạch Kính Đường
5. Tấn thư ngũ: Cao Tổ bản kỉ ngũ - Thạch Kính Đường
6. Tấn thư lục: Cao Tổ bản kỉ lục - Thạch Kính Đường
7. Tấn thư thất: Thiếu Đế bản kỉ nhất - Thạch Trọng Quý
8. Tấn thư bát: Thiếu Đế bản kỉ nhị - Thạch Trọng Quý
9. Tấn thư cửu: Thiếu Đế bản kỉ tam - Thạch Trọng Quý
10. Tấn thư thập: Thiếu Đế bản kỉ tứ - Thạch Trọng Quý
11. Tấn thư thập nhất: Thiếu Đế bản kỉ ngũ - Thạch Trọng Quý
12. Tấn thư thập nhị: Hậu phi liệt truyện nhất - Lý hoàng hậu, An Thái phi, Trương hoàng hậu, Phùng hoàng hậu
13. Tấn thư thập tam: Tông thất liệt truyện nhị - Quảng vương Kính Uy, Hàn vương Huy, Diệm vương Trọng Dận, Quắc vương Trọng Anh, Sở vương Trọng Tín, Thọ vương Trọng Nghệ, Quỳ vương Trọng Tiến, Trần vương Trọng Cảo, Trọng Duệ, Diên Hú, Diên Bảo
14. Tấn thư thập tứ: Liệt truyện tam - Cảnh Diên Quảng, Lý Ngạn Thao, Trương Hi Sùng, Vương Đình Dận, Sử Khuông Hàn, Lương Hán Ngung, Dương Tư Quyền, Doãn Huy, Lý Tùng Chương, Lý tùng Ôn, Trương Vạn Tiến
15. Tấn thư thập ngũ: Liệt truyện tứ - Tang Duy Hàn, Triệu Oánh, Lưu Hu, Phùng Ngọc, Ân Bằng
16. Tấn thư thập lục: Liệt truyện ngũ - Triệu Tại Lễ, Mã Toàn Tiết, Trương Quân, Hoa Ôn Kì, An Sùng Nguyễn, Dương Ngạn Tuân, Lý Thừa Ước, Lục Tư Đạc, An Nguyên Tín, Trương Lãng, Lý Đức Lưu, Điền Vũ, Lý Thừa Phúc, Tương Lý Kim
17. Tấn thư thập thất: Liệt truyện lục - Phòng Tri Ôn, Vương Kiến Lập, Khang Phúc, An Ngạn Uy, Lý Chu, Trương Tùng Huấn, Lý Kế Trung, Lý Khoảnh, Chu Quang phụ, Phù Ngạn Nhiêu, La Chu Kính, Trịnh Tông
18. Tấn thư thập bát: Liệt truyện thất - Diêu Nghĩ, Lã Kì, Lương Văn Củ, Sử Khuê, Bùi Hạo, Ngô Thừa Phạm, Lô Đạo, Trịnh Thao Quang, Vương Quyền, Hàn Uẩn, Lý Dịch
19. Tấn thư thập cửu: Liệt truyện bát - Lô Chất, Lý Chuyên Mĩ, Lô Chiêm, Thôi Chuyết, Tiết Dung, Tào Quốc Trân, Trương Nhân Nguyện, Triệu Hi, Lý Hà, Doãn Ngọc Vũ, Trịnh Vân Tẩu
20. Tấn thư nhị thập: Liệt truyện cửu - Trường Tùng Giản, Phan Hoàn, Phương Thái, Hà Kiến, Trương Đình Uẩn, Quách Diên Lỗ, Quách Kim Hải, Lưu Xứ Nhượng, Lý Quỳnh, Cao Hán Quân, Tôn Ngạn Thao, Vương Phó Chửng, Bí Quỳnh, Lý Ngạn Tuần
21. Tấn thư nhị thập nhất: Liệt truyện thập - Hoàng Phủ Ngộ, Vương Thanh, Lương Hán Chương, Bạch Phụng Tiến, Lô Thuận Mật, Chu Hoàn, Thẩm Uân, Ngô Loan, Trạch Chương, Trình Phúc Uân, Quách Lân
22. Tấn thư nhị thập nhị: Liệt truyện thập nhất - Khổng Sùng Bật, Trần Bảo Cực, Vương Du, Trương Kế Tộ, Trịnh Nguyễn, Hồ Nhiêu, Lưu Toại Thanh, Phòng Cảo, Mạnh Thừa Hối, Lưu Kế Huân, Trịnh Thụ Ích, Trình Tốn, Lý Úc, Trịnh Huyền Tố, Mã Trọng Tích, Trần Huyền
23. Tấn thư nhị thập tam: Liệt truyện thập nhị - Phạm Diên Quang, Trương Tùng Tân, Trương Diên Bá, Dương Quang Viễn, Lư Văn Tiến, Lý Kim Toàn
24. Tấn thư nhị thập tứ: Liệt truyện thập tam - An Trọng Vinh, An Tùng Tiến, Trương Ngạn Trạch, Triệu Đức Quân, Trương Lệ, Tiêu Hàn, Lưu Hi, Thôi Đình Huân

### Hán thư
1. Hán thư nhất: Cao Tổ bản kỉ thượng - Lưu Trí Viễn
2. Hán thư nhị: Cao Tổ bản kỉ hạ - Lưu Trí Viễn
3. Hán thư tam: Ẩn Đế bản kỉ thượng - Lưu Thừa Hữu
4. Hán thư tứ: Ẩn Đế bản kỉ trung - Lưu Thừa Hữu
5. Hán thư ngũ: Ẩn Đế bản kỉ hạ - Lưu Thừa Hữu
6. Hán thư lục: Hậu phi liệt truyện nhất - Lý hoàng hậu
7. Hán thư thất: Tông thất liệt truyện nhị - Ngụy vương Thừa Huấn, Trần vương Thừa Huân, Sái vương Tín, Tương Âm công Huân
8. Hán thư bát: Liệt truyện tam - Vương Chu, Lưu Thẩm Giao, Vũ Hán Cầu, Trương Quán, Lý Ân, Lưu Tại Minh, Mã Vạn, Lý Ngạn Tùng, Quách Cẩn, Hoàng Phủ Lập, Bạch Tái Vinh, Trương Bằng
9. Hán thư cửu:Liệt truyện tứ - Sử Hoắng Triệu, Dương Bân, Vương Cương, Lý Hồng Kiến, Diêm Tấn Khanh, Niếp Văn Tiến, Hậu Tán, Quách Doãn Minh, Lưu Thù
10. Hán thư thập: Liệt truyện ngũ - Lý Tung, Tô Phùng Cát, Lý Lân, Long Mẫn, Lưu Đỉnh, Trương Doãn, Nhâm Diên Hạo
11. Hán thư thập nhất: Liệt truyện lục - Đỗ Trọng Uy, Lý Thủ Trinh, Triệu Tư Oản

### Chu thư
1. Chu thư nhất: Thái Tổ bản kỉ nhất - Quách Uy
2. Chu thư nhị: Thái Tổ bản kỉ nhị - Quách Uy
3. Chu thư tam: Thái Tổ bản kỉ tam - Quách Uy
4. Chu thư tứ: Thái Tổ bản kỉ tứ - Quách Uy
5. Chu thư ngũ: Thế Tông bản kỉ nhất - Sài Vinh
6. Chu thư lục: Thế Tông bản kỉ nhị - Sài Vinh
7. Chu thư thất: Thế Tông bản kỉ tam - Sài Vinh
8. Chu thư bát: Thế Tông bản kỉ tứ - Sài Vinh
9. Chu thư cửu: Thế Tông bản kỉ ngũ - Sài Vinh
10. Chu thư thập: Thế Tông bản kỉ lục - Sài Vinh
11. Chu thư thập nhất: Cung Đế bản kỉ - Sài Tông Huấn
12. Chu thư thập nhị: Hậu phi liệt truyện nhất - Thánh Mục Sài hoàng hậu, Dương thục phi, Trương quý phi, Đổng Đức phi, Trịnh Huệ Lưu hoàng hậu, Tuyên Ý Phù hoàng hậu
13. Chu thư thập tam: Tông thất liệt truyện nhị - Diệm vương Động, ? Vương Tín, Việt vương Tông Nghị, Tào vương Tông Nhượng, Kỉ vương Hi Cẩn, Kì vương Hi Hối
14. Chu thư thập tứ: Liệt truyện tam - Cao Hành Chu, An Thẩm Kì, An Thẩm Huy, An Thẩm Tín, Lý Tùng Mẫn, Trịnh Nhân Hối, Trương Ngạn Thành, An Thúc Thiên, Tống Ngạn Quân
15. Chu thư thập ngũ: Liệt truyện tứ - Vương Ân, Hà Phúc Tiến, Lưu Từ, Vương Tiến, Sử Ngạn Siêu, Sử Ý, Vương Lệnh Ôn, Chu Mật, Lý Hoài Trung, Bạch Văn Kha, Bạch Diên Ngộ, Đường Cảnh Tư
16. Chu thư thập lục: Liệt truyện ngũ - Triệu Huy, Vương Thủ Ân, Khổng Tri Tuấn, Vương Kế Hoằng, Phùng Huy, Cao Doãn Quyền, Chiết Tùng Nguyễn, Vương Nhiêu, Tôn Phương Gián
17. Chu thư thập thất: Liệt truyện lục - Phùng Đạo
18. Chu thư thập bát: Liệt truyện thất - Lô Văn Kỉ, Mã Duệ Tôn, Hòa Ngưng, Tô Vũ Khuê, Cảnh Phạm
19. Chu thư thập cửu: Liệt truyện bát - Vương Phác, Dương Ngưng Thức, Tiết Nhân Khiêm, Tiêu Nguyên, Lô Tổn, Vương Nhân Dụ, Bùi Vũ, Đoàn Hu Nghiêu, Tư Đồ Hủ, Biên Úy, Vương Mẫn
20. Chu thư nhị thập: Liệt truyện cửu - Thường Tư, Địch Quang Nghiệp, Tào Anh, Lý Ngạn Quần, Lý Huy, Lý Kiến Sùng, Vương Trọng Duệ, Tôn Hán Anh, Hứa Thiên, Triệu Phượng, Tề Tàng Trân, Vương Hoàn, Trương Ngạn Siêu, Trương Dĩnh, Lưu Nhân Thiệm
21. Chu thư nhị thập nhất: Liệt truyện thập - Vương Tuấn, Mộ Dung Ngạn Siêu, Diêm Hoằng Lỗ, Thôi Chu Độ
22. Chu thư nhị thập nhị: Liệt truyện thập nhất - Lưu Hão, Trương Hãng, Trương Khả Phục, Vu Đức Thần, Vương Diên, Thân Văn Bỉnh, Hỗ Tái, Lưu Cổn, Cổ Vĩ, Triệu Diên Nghĩa, Thẩm Cấu, Lý Tri Tổn, Tôn Thịnh

### Liệt truyện
1. Thế tập liệt truyện nhất - Lý Mậu Trinh, Cao Vạn Hưng, Hàn Tốn, Lý Nhân Phúc
2. Thế tập liệt truyện nhị - Cao Quý Hưng, Mã Ân, Lưu Ngôn, Tiền Lưu
3. Tiếm ngụy liệt truyện nhất - Dương Hành Mật, Lý Biện, Vương Thẩm Tri
4. Tiếm ngụy liệt truyện nhị - Lưu Thủ Quang, Lưu Trắc, Lưu Sùng
5. Tiếm ngụy liệt truyện tam - Vương Kiến, Mạnh Tri Tường
6. Ngoại quốc liệt truyện nhất - Khiết Đan
7. Ngoại quốc liệt truyện nhị - Thổ Phồn, Hồi Cốt, Cao Ly, Bột Hải Mạt Hạt, Hắc Thủy Mạt Hạt, Tân La, Đảng Hạng, Côn Minh bộ lạc, Vu Điền, Chiêm Thành, Tăng Ca Man

### Chí
1. Chí nhất - Thiên văn chí
2. Chí nhị - Lịch chí
3. Chí tam - Ngũ hành chí
4. Chí tứ - Lễ chí thượng
5. Chí ngũ - Lễ chí hạ
6. Chí lục - Nhạc chí thượng
7. Chí thất - Nhạc chí hạ
8. Chí bát - Thực hóa chí
9. Chí cửu - Hình pháp chí
10. Chí thập - Tuyển cử chí
11. Chí thập nhất - Chức quan chí
12. Chí thập nhị - Quận huyện chí